# Würges
Würges bildet mit über 2600 Einwohnern und einer Gemarkung von 1380 ha (davon 628 ha Wald) den südlichsten Stadtteil der Stadt Bad Camberg im mittelhessischen Landkreis Limburg-Weilburg. Würges ist das südlichste Dorf im Regierungsbezirk Gießen und nach der Kernstadt und Erbach der drittgrößte Stadtteil von Bad Camberg.

## Geographie

### Geographische Lage
Würges liegt im südlichen Ausläufer des Goldenen Grunds des Hintertaunus, nördlich des Taunushauptkamms, 18 Kilometer südöstlich von Limburg an der Lahn. Die nächsten Großstädte sind Wiesbaden (31 Straßenkilometer südlich), Frankfurt am Main (48 Straßenkilometer südöstlich, 59 Kilometer über die Autobahn), Koblenz (72 Kilometer westlich) und Siegen (90 Kilometer nördlich).
Die Gemarkung erstreckt sich als ost-westliches Band von rund acht Kilometern Länge und zwei Kilometern Breite vom Dombachtal über das Emsbachtal bis zur Autobahn. Durch die Würgeser Gemarkung verlaufen die Bundesautobahn 3, die Bundesstraße 8 sowie die Bundesbahnlinie Frankfurt–Limburg und die ICE-Trasse Frankfurt–Köln. Der Ostteil der Gemarkung ist von Mischwald bedeckt, im Westen herrscht Landwirtschaftsfläche vor.
Den Ortsmittelpunkt bildet der Kirchplatz auf einer Höhe von 202 Metern. Die höchste Erhebung in der Würgeser Gemarkung liegt bei 413 Metern im Walddistrikt „Todtenkopf“ im Osten der Gemarkung, in der Nähe von Steinfischbach. Insgesamt steigt das Gelände nach Osten deutlich, nach Westen über das Emsbachtal nur leicht auf bis zu 250 Meter an.

### Geologie
Geologisch wird die östliche Hälfte der Gemarkung von schieferhaltiger Grauwacke mit kleinen porphyrartigen Einschlüssen am Todtenkopf und Quarzgängen bestimmt. Nördlich und südöstlich an den Ort schließen sich Quarzkies-Lager an. Ein kleines Areal nordöstlich des Orts und die gesamte westliche Gemarkungshälfte werden von Lössschichten bestimmt.

## Geschichte

### Namensentstehung
Der Ortsname leitet sich ab aus „Widergisa“ (768), „Widergis“ (1156) und „Wydergis“ (1300). Der Ursprung des Namens ist unklar; wenn nicht schon aus der alemannischen Besiedlung übernommen, dürfte der Name aus der Zeit der fränkischen Besitznahme dieses Gebietes um das Jahr 520 herrühren.

### Ortsgeschichte
Der Ort Würges blickt zusammen mit Erbach auf die älteste urkundlich nachweisbare Geschichte unter den Bad Camberger Stadtteilen zurück. Diese Erwähnung erfolgte im Jahr 768. Damals wurden die Hofstätte Widergisa (Würges) und die Mark von Arilbach (Erbach) an das Kloster Lorsch verschenkt. Schenkungen aus der „Widigiser Mark“ sind aber bereits früher verzeichnet, so dass vermutlich auch die Ansiedlung älter ist. Funde aus der Bandkeramikzeit von etwa 5000 vor Christus westlich des Ortskerns stammen von einer Siedlung, die keine Vorgängerin des heutigen Ortes ist, sondern wieder aufgegeben wurde.
Die ersten Anordnungen der Verhütung eines Brandes im Zusammenhang mit häuslichen Feuerstätten in Textform im Kurfürstentum Trier vom 9. Mai 1721 führten auch in Würges zu erheblichen Verbesserungen der Bauweise der Gebäude.
Im Jahr 1962 wurde eine neue Grundschule gebaut, 1974 das Gemeindezentrum und 1985 das Pfarrzentrum.
Hessische Gebietsreform (1970–1977)
Zum 1. Januar 1974 wurde die bis dahin selbständige Gemeinde Würges im Zuge der Gebietsreform in Hessen kraft Landesgesetz in die Stadt Camberg als Stadtteil eingegliedert.
Für den Stadtteil wurde ein Ortsbezirk eingerichtet.

### Wüstung Alsdorf
Rund einen Kilometer östlich des heutigen Ortsrands von Würges, rechts des Schwabachs, befands sich das Dorf Alsdorf. Es wurde im Jahr 811 erstmals als Aylsdorf erwähnt. Es pfarrte spätestens vom 13. Jahrhundert an nach Esch und fiel wohl Anfang des 16. Jahrhunderts wüst. Die Bevölkerung siedelte nach Würges über. Die örtliche Kirche war wohl noch länger in Nutzung, wurde aber im Jahr 1574 profaniert. Das Dorf verfügte auch über eine Mühle.

### Verwaltungsgeschichte im Überblick
Die folgende Liste zeigt die Staaten und Verwaltungseinheiten, denen Würges angehört(e):
- vor 1803: Heiliges Römisches Reich, Amt Camberg (Kurfürstentum Trier, Unteres Erzstift und Fürstentum Diez  jeweils zur Hälfte)
- ab 1803: Heiliges Römisches Reich, Fürstentum Nassau-Weilburg,[Anm. 2] Amt Camberg
- ab 1806: Herzogtum Nassau,[Anm. 3] Amt Camberg
- ab 1816: Herzogtum Nassau, Amt Idstein
- ab 1849: Herzogtum Nassau, Kreisamt Idstein[Anm. 4]
- ab 1854: Herzogtum Nassau, Amt Idstein
- ab 1867: Norddeutscher Bund,[Anm. 5] Königreich Preußen,[Anm. 6] Provinz Hessen-Nassau, Regierungsbezirk Wiesbaden, Untertaunuskreis[Anm. 7]
- ab 1871: Deutsches Reich, Königreich Preußen, Provinz Hessen-Nassau, Regierungsbezirk Wiesbaden, Untertaunuskreis
- ab 1886: Deutsches Reich, Königreich Preußen, Provinz Hessen-Nassau, Regierungsbezirk Wiesbaden, Kreis Limburg
- ab 1918: Deutsches Reich (Weimarer Republik), Freistaat Preußen, Provinz Hessen-Nassau, Regierungsbezirk Wiesbaden, Kreis Limburg
- ab 1944: Deutsches Reich, Freistaat Preußen, Provinz Nassau, Landkreis Limburg
- ab 1945: Amerikanische Besatzungszone, Groß-Hessen, Regierungsbezirk Wiesbaden, Landkreis Limburg
- ab 1946: Amerikanische Besatzungszone, Land Hessen, Regierungsbezirk Wiesbaden, Landkreis Limburg
- ab 1949: Bundesrepublik Deutschland, Land Hessen, Regierungsbezirk Wiesbaden, Landkreis Limburg
- ab 1968: Bundesrepublik Deutschland, Land Hessen, Regierungsbezirk Darmstadt, Landkreis Limburg
- ab 1974: Bundesrepublik Deutschland, Land Hessen, Regierungsbezirk Darmstadt, Landkreis Limburg-Weilburg, Stadt Bad Camberg[Anm. 8]
- ab 1981: Bundesrepublik Deutschland, Land Hessen, Regierungsbezirk Gießen, Landkreis Limburg-Weilburg, Stadt Bad Camberg

## Bevölkerung

### Einwohnerentwicklung
| Würges: Einwohnerzahlen von 1650 bis 2019 | Würges: Einwohnerzahlen von 1650 bis 2019 | Würges: Einwohnerzahlen von 1650 bis 2019 | Würges: Einwohnerzahlen von 1650 bis 2019 | Würges: Einwohnerzahlen von 1650 bis 2019 |
| --- | ----------------------------------------- | ----------------------------------------- | ----------------------------------------- | ----------------------------------------- |
| Jahr |                                           |                                           |                                           | Einwohner                                 |
| 1650 | 1650                                      |                                           | 37                                        | 37                                        |
| 1834 | 1834                                      |                                           | 949                                       | 949                                       |
| 1840 | 1840                                      |                                           | 1.046                                     | 1.046                                     |
| 1846 | 1846                                      |                                           | 1.089                                     | 1.089                                     |
| 1852 | 1852                                      |                                           | 1.145                                     | 1.145                                     |
| 1858 | 1858                                      |                                           | 1.121                                     | 1.121                                     |
| 1864 | 1864                                      |                                           | 1.138                                     | 1.138                                     |
| 1871 | 1871                                      |                                           | 1.078                                     | 1.078                                     |
| 1875 | 1875                                      |                                           | 1.086                                     | 1.086                                     |
| 1885 | 1885                                      |                                           | 1.010                                     | 1.010                                     |
| 1895 | 1895                                      |                                           | 969                                       | 969                                       |
| 1905 | 1905                                      |                                           | 958                                       | 958                                       |
| 1910 | 1910                                      |                                           | 926                                       | 926                                       |
| 1925 | 1925                                      |                                           | 1.025                                     | 1.025                                     |
| 1939 | 1939                                      |                                           | 1.122                                     | 1.122                                     |
| 1946 | 1946                                      |                                           | 1.450                                     | 1.450                                     |
| 1950 | 1950                                      |                                           | 1.501                                     | 1.501                                     |
| 1956 | 1956                                      |                                           | 1.561                                     | 1.561                                     |
| 1961 | 1961                                      |                                           | 1.696                                     | 1.696                                     |
| 1967 | 1967                                      |                                           | 2.048                                     | 2.048                                     |
| 1970 | 1970                                      |                                           | 2.096                                     | 2.096                                     |
| 1987 | 1987                                      |                                           | 2.147                                     | 2.147                                     |
| 1993 | 1993                                      |                                           | ?                                         | ?                                         |
| 1998 | 1998                                      |                                           | 2.453                                     | 2.453                                     |
| 2005 | 2005                                      |                                           | 2.545                                     | 2.545                                     |
| 2011 | 2011                                      |                                           | 2.535                                     | 2.535                                     |
| 2015 | 2015                                      |                                           | 2.619                                     | 2.619                                     |
| 2019 | 2019                                      |                                           | 2.666                                     | 2.666                                     |
| Datenquelle: Historisches Gemeindeverzeichnis für Hessen: Die Bevölkerung der Gemeinden 1834 bis 1967. Wiesbaden: Hessisches Statistisches Landesamt, 1968. Weitere Quellen: LAGIS; ab 1970: Stadt Camberg; Zensus 2011 |                                           |                                           |                                           |                                           |

### Einwohnerstruktur 2011
Nach den Erhebungen des Zensus 2011 lebten am Stichtag dem 9. Mai 2011 in Würges 2535 Einwohner. Darunter waren 132 (5,2 %) Ausländer.
Nach dem Lebensalter waren 474 Einwohner unter 18 Jahren, 1059 zwischen 18 und 49, 570 zwischen 50 und 64 und 435 Einwohner waren älter.
Die Einwohner lebten in 1083 Haushalten. Davon waren 306 Singlehaushalte, 303 Paare ohne Kinder und 357 Paare mit Kindern, sowie 93 Alleinerziehende und 24 Wohngemeinschaften. In 198 Haushalten lebten ausschließlich Senioren und in 774 Haushaltungen lebten keine Senioren.

### Historische Religionszugehörigkeit
| • 1885: | 027 evangelische (= 2,67 %), 963 katholische (= 97,33 %) Einwohner  |
| • 1961: | 135 evangelische (= 7,96 %), 1554 katholische (= 91,63 %) Einwohner |

## Politik
Für Würges besteht ein Ortsbezirke (Gebiet der ehemaligen Gemeinde Würges) mit Ortsbeirat und Ortsvorsteher, nach Maßgabe der §§ 81 und 82 HGO und des Kommunalwahlgesetzes in der jeweils gültigen Fassung gebildet.
Der Ortsbeirat besteht aus neun Mitgliedern. Bei den Kommunalwahlen in Hessen 2021 betrug die Wahlbeteiligung zum Ortsbeirat 54,78 %. Es wurden gewählt: sechs Mitgliedern der CDU, ein Mitglied der SPD und zwei Mitgliedern der Bündnis 90/Die Grünen. Der Ortsbeirat wählte Georg Minde (CDU) zum Ortsvorsteher.
Seit nach der Kommunalwahl in Hessen 2021 besteht der Ortsbeirat von Würges aus sechs Mitgliedern der CDU, einem Mitglied der SPD und zwei Mitgliedern der Bündnis 90/Die Grünen. Ortsvorsteher ist Georg Minde (CDU).

## Kultur und Sehenswürdigkeiten

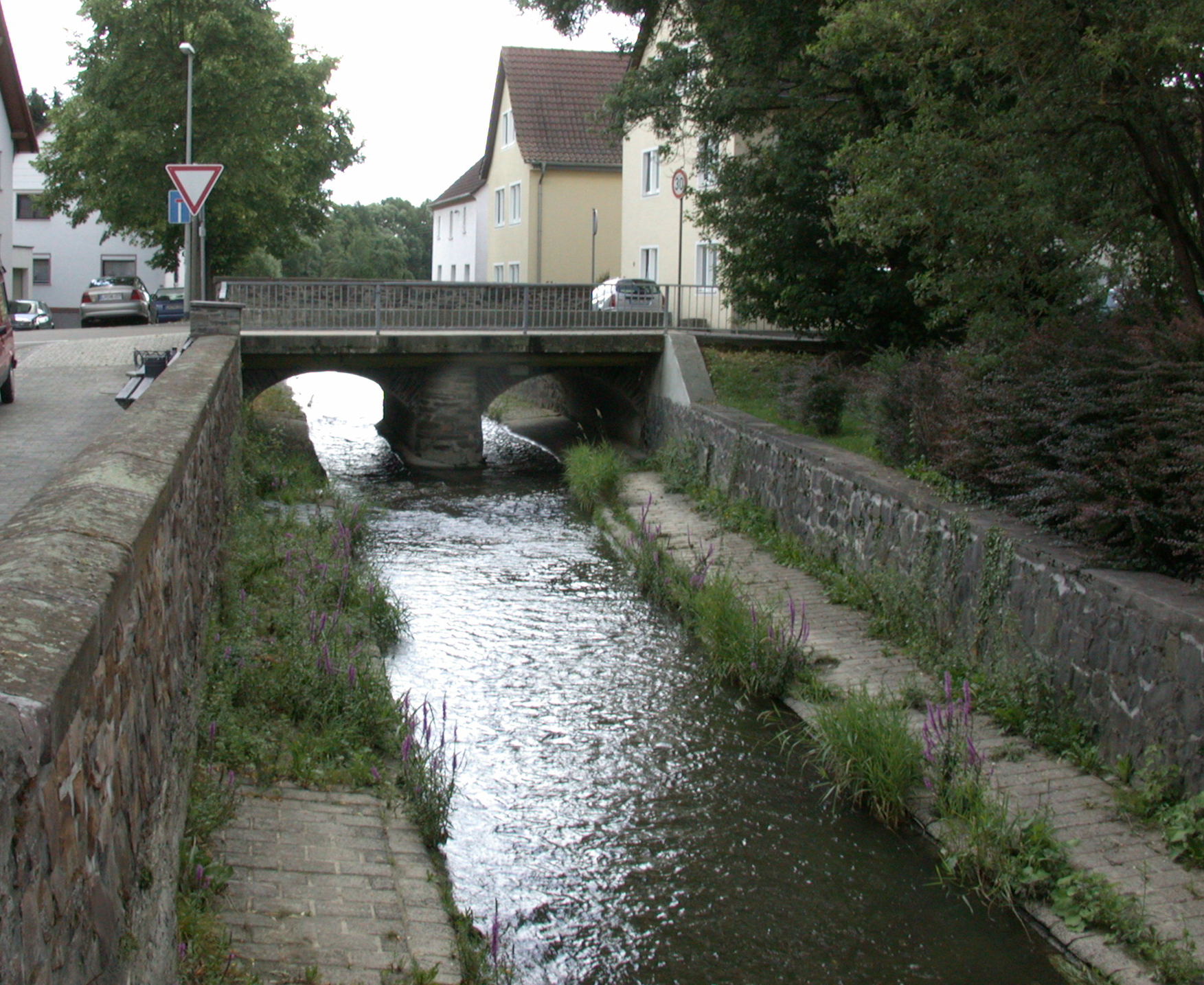
Emsbach am Würgeser Kirchplatz

### Kulturdenkmäler
Für die vollständige Liste der Kulturdenkmäler in Würges siehe: Liste der Kulturdenkmäler in Bad Camberg.

#### Katholische Kirche
Die unter Denkmalschutz stehende katholische Pfarrkirche St. Ferrutius in Würges wurde in den Jahren 1836–38 nach Entwurf von Joh. Lossen in Wiesbaden erbaut. Es handelt sich um eine Hallenkirche mit eingezogenem Fassadenturm und fünfseitigem Chor. Die Kirche wurde aus kleinteiligem Bruchstein unter Verwendung von Klinkern und Werkstein erbaut. Der Stil der Kirche orientiert sich an der italienischen Romanik und ist im Kreis eine Besonderheit.
Die dörfliche Überlieferung behauptet, die Würgeser Kirche in den Dietrichswiesen stehe auf einem Pfahlrost. Das Gelände sei so sumpfig gewesen, dass es nur so möglich gewesen sei, die Kirche dort zu erbauen. Dies entspricht aber nicht den Tatsachen. Beim Bau der Fundamente stieß man auf eine harte Kiesschicht, in die sich gespitzte Eisen nicht eintreiben ließen. Die Kosten des Kirchbaus betrugen 30.000 Gulden und mussten durch einen Holzeinschlag der Gemeinde abgedeckt werden. Bedeutendstes Ausstattungsstück der Kirche ist die „Walsdorfer Madonna“, eine Marienfigur aus dem Umkreis Hans Backoffens (um 1525), die aus dem ehemaligen Benediktinerinnenkloster Walsdorf stammt und im 16. Jahrhundert geschaffen wurde.
Im Kirchturm hängen vier Glocken, die von der renommierten Glockengießerei Otto aus Bremen-Hemelingen in den Jahren 1921 und 1950 gegossen wurden.

#### Schulgebäude
Im Jahr 1829 wurde die heute denkmalgeschützte Schule errichtet. Der zweigeschossige, siebenachsige Putzfachwerkbau wurde außerhalb des älteren Ortskerns erbaut und ist eine typische größere Landschule nach dem nassauischen Schuledikt vom 24. März 1817. Das Dach erhält durch die Aufschieblinge an Traufen und Stützwalmen eine bewegte Form.

#### Ehemalige Post
Zwei Gebäude der Thurn- und Taxisschen Post stammen aus den Jahren 1790 und 1825. Das ältere Gebäude war am 10. Januar 1801 das Ziel eines Überfalls durch den Räuberhauptmann Schinderhannes. Die erste Poststation entstand 1602. Über die Jahrhunderte prägte die Funktion als Posthalt die Wirtschaftsentwicklung des Orts. Das älteste erhaltene Fachwerkhaus in Würges stammt aus dem Jahr 1568.

### Vereine
- Seit der Saison 2017/18 spielt der erfolgreiche Fußballverein und langjährige Hessenligist RSV Würges in der Gruppenliga Wiesbaden. Neben dem RSV besteht in Würges ein weiterer Fußballverein, der FSV Würges, welcher in der Kreisliga C Limburg-Weilburg spielt.

- Der älteste bestehende Verein in Würges ist der Gesangverein „Eintracht 1852“, der heute neben einem gemischten einen Kinder- und einen Seniorenchor sowie die Theatergruppe „Junge Bühne Würges“ umfasst.

- Der Turnverein Würges – mit 820 Mitgliedern (2017) größter Würgeser Verein – wurde 1904 gegründet. Er besteht aus den sportlichen Abteilungen – Turnen allgemein, Gerätturnen, Leichtathletik, Gymnastik, Tischtennis, Freizeitkicker, Volkstanz, Wandern und Volleyball – und dem Musikzug – Blasorchester, Jugendblasorchester und Schülerblasorchester. Als Sportstätten dienen die vereinseigene Turnhalle und der Turnplatz sowie das Gemeindezentrum.

- Der RSV Würges besteht seit 1920 und verfügt mit dem Stadion „Goldener Grund“ über einen eigenen Sportplatz. Ein weiterer Sportplatz wird vom Fußballclub „FSV Würges 1975“ genutzt.

- Weitere Vereine des Orts sind der Angelverein AV (gegründet 1974), die Jagdhornbläsergruppe Goldener Grund (1979), die VdK-Ortsgruppe, die Kyffhäuser Kameradschaft (1883), die zugleich die Funktion eines Schützenvereins erfüllt, der Brieftaubenverein Fortuna (1953) und die Kerbeinteressengemeinschaft (KIG) Würges 1998 e. V. Die Freiwillige Feuerwehr Würges e. V. (1905, seit dem 2. Januar 1970 mit Jugendfeuerwehr und seit 28. Mai 2010 mit Kinderfeuerwehr) fördert das Feuerwehrwesen im Ort.

## Infrastruktur
Die Freiwillige Feuerwehr Würges (gegründet 1905, seit dem 2. Januar 1970 mit Jugendfeuerwehr und seit 28. Mai 2010 mit Kinderfeuerwehr) sorgt für den abwehrenden Brandschutz und die allgemeine Hilfe.

## Persönlichkeiten
- Barbara Ordeneck (* um 1600; † 1659), Opfer der Camberger Hexenverfolgung
- Johannes Baptista Diehl (1807–1871), Generalvikar im Bistum Limburg